# Rukławki
Rukławki (deutsch Rochlack) ist ein Ort in der polnischen Woiwodschaft Ermland-Masuren. Er gehört zur Gmina Biskupiec (Stadt-und-Land-Gemeinde Bischofsburg) im Powiat Olsztyński (Kreis Allenstein).

## Geographische Lage
Rukławki liegt 750 Meter östlich des Jezioro Dadaj (polnisch Daddaisee) in der westlichen Mitte der Woiwodschaft Ermland-Masuren, 27 Kilometer südwestlich der einstigen Kreisstadt Rößel (polnisch Reszel) bzw. 29 Kilometer nordöstlich der heutigen Kreismetropole und auch Woiwodschaftshauptstadt Olsztyn (deutsch Allenstein).

## Geschichte
1363 ist das Gründungsjahr des Dorfes Rocklack. 1785 wird es als Gratialdorf mit 21 Feuerstellen, 1820 als königliches Dorf mit 32 Feuerstellen bei 128 Einwohnern erwähnt.
Als 1874 der Amtsbezirk Raschung (polnisch Rasząg) im ostpreußischen Kreis Rößel gebildet wurde, gehörte Rocklack von Anfang an dazu.
Im Jahre 1885 waren 359 Einwohner in Rochlack registriert, und im Jahre 1910 waren es 333. Im Jahre 1933 belief sich ihre Zahl auf 354 und 1939 auf 325.
In Kriegsfolge fiel 1945 das gesamte südliche Ostpreußen an Polen. Rochlack erhielt die polnische Namensform „Rukławki“ und ist heute eine Ortschaft im Verbund der Stadt-und-Land-Gemeinde Biskupiec (Bischofsburg) im Powiat Olsztyński (Kreis Allenstein), von 1975 bis 1998 der Woiwodschaft Olsztyn, seither der Woiwodschaft Ermland-Masuren zugehörig. Im Jahre 2021 zählte Rukławki 290 Einwohner.

## Kirche
Bis 1945 war Rochlack in die evangelische Kirche Bischofsburg (polnisch Biskupiec) in der Kirchenprovinz Ostpreußen der Kirche der Altpreußischen Union, außerdem in die römisch-katholische Kirche der Stadt im damaligen Bistum Ermland eingepfarrt.
Rukławki ist heute weiterhin der römisch-katholischen Pfarrei in Biskupiec, heute allerdings im Erzbistum Ermland gelegen, zugehörig. Die evangelischen Einwohner gehören jetzt zur Kapellengemeinde Biskupiec, einer Filialgemeinde der Kirche Sorkwity (Sorquitten) in der Diözese Masuren der Evangelisch-Augsburgischen Kirche in Polen.

## Verkehr
Nach Rukławki führen zwei Nebenstraßen, die in Biskupiec (Bischofsburg) von der polnischen Landesstraße 57 (frühere deutsche Reichsstraße 128) bzw. in Rzeck (Ridbach) von der – zurzeit im Ausbau zur Schnellstraße S 16 begriffenen – Landesstraße 16 (ehemalige Reichsstraße 127) abzweigen. Auch gibt es eine Verbindungsstraße vom Nachbarort Nasy (Nassen).